# Omari Douglas
Omari Shaquille Douglas (Wolverhampton, 24 marzo 1994) è un attore britannico.

## Biografia
Nato e cresciuto a Wolverhampton, Omari Douglas ha studiato teatro all'Arts Educational Schools di Londra, diplomandosi nel 2015. Nello stesso anno ha fatto il suo debutto sulle scene londinesi recitando nei musical Elegies for Angels, Punks and Raging Queens e High Society. Negli anni successivi ha recitato in diversi altri musical, tra cui Hairspray a Leicester (2015), Jesus Christ Superstar a Londra (2016) ed Annie Get Your Gun a Sheffield (2016). Nel 2017 ha cominciato un proficuo sodalizio artistico con la regista Emma Rice, che lo ha voluto nel cast dei suoi allestimenti di Tristan & Yseult, Wise Children e Romantics Anonymous.
Nel 2021 ha fatto il suo esordio sul piccolo schermo interpretando il co-protagonista Roscoe nella miniserie It's a Sin e per la sua interpretazione ha ottenuto una candidatura al British Academy Television Award per il miglior attore non protagonista. Nello stesso anno è tornato a calcare le scene del West End londinese recitando nel dramma Constellations al Vaudeville Theatre con Russell Tovey e nel musical Cabaret con Eddie Redmayne al Playhouse Theatre.
È dichiaratamente gay.

## Teatro
- Elegies for Angels, Punks and Raging Queens, libretto di Bill Russell, colonna sonora di Jane Hood, regia di Stephen Whitson. Criterion Theatre di Londra (2015)
- High Society, libretto di Arthur Kopit, colonna sonora di Cole Porter, regia di Maria Friedman. Old Vic di Londra (2015)
- Hairspray, libretto di Mark O'Donnell e Thomas Meehan, testi di Scott Wittman, colonna sonora di Marc Shaiman. Curve Theatre di Leicester & tour britannico (2015)
- Jesus Christ Superstar, libretto di Tim Rice, colonna sonora di Andrew Lloyd Webber, regia di Timothy Sheader e Drew McOnie. Regent's Park Open Air Theatre di Londra (2016)
- Annie Get Your Gun, libretto di Herbert e Dorothy Fields, testi di Irving Berlin, regia di Paul Foster. Crucible Theatre di Sheffield (2016)
- The Life, libretto di David Newman, Ira Gasman e Cy Coleman, colonna sonora di Cy Coleman, regia di Michael Blakemore. Southwark Playhouse di Londra (2017)
- Tristan & Yseult, libretto di Anna Maria Murphy e Carl Grose, colonna sonora di Stu Barker, regia di Emma Rice. Theatre Royal di Brighton, Critizen Theatre di Glasgow, Shakespeare's Globe di Londra (2017)
- Five Guys Named Moe, libretto e regia di Clarke Peters, colonna sonora di Louis Jordan. Marble Arch Theatre di Londra (2017)
- Peter Pan di J. M. Barrie, regia di Timothy Sheader. Regent's Park Open Air Theatre di Londra (2018)
- Rush di Willi Richard, regia di Joseph Winters. King's Head Theatre di Londra (2018)
- Wise Children, adattamento e regia di Emma Rice. Old Vic di Londra (2018)
- Romantics Anonymous, libretto e regia di Emma Rice, testi di Christopher Dimon, colonna sonora di Michael Kooman. Bristol Old Vic di Bristol (2020)
- Constellations di Nick Payne, regia di Michael Longhurst. Vaudeville Theatre di Londra (2021)
- Cabaret, libretto di Joe Masteroff, testi di Fred Ebb, colonna sonora di John Kander, regia di Rebecca Frecknall. Kit Kat Club di Londra (2021)
- A Little Life di Ivo van Hove e Hanya Yanagihara, regia di Ivo van Hove. Harold Pinter Theatre di Londra (2023)
- Lavender, Hyacinth, Violet, Yew di Coral Wylie, regia di Debbie Hannan. Bush Theatre di Londra (2025)
- The Bitter Earth di Harrison David Rivers, regia di Billy Porter. Soho Theatre di Londra (2025)

## Filmografia

### Cinema
- Ritrovarsi in Rye Lane (Rye Lane), regia di Raine Allen-Miller (2023)

### Televisione
- It's a Sin - serie TV, 5 episodi (2021)
- I Hate Suzie - serie TV, 3 episodi (2022)
- Black Doves - serie TV, 6 episodi (2024)

## Riconoscimenti
- British Academy Television Award
  - 2022 – Candidatura per il miglior attore non protagonista per It's a Sin
- Premio Laurence Olivier
  - 2022 – Candidatura per il miglior attore per Constellations